# Praden
Praden är en ort och tidigare kommun i regionen Plessur i kantonen Graubünden, Schweiz. Praden ligger i nedersta delen av Schanfiggdalen, på bergskedjan Weisshornkettes nordsluttning, cirka 500 meter ovanför Plessur-floden. 
2009 slogs kommunen Praden ihop med den östra grannen Tschiertschen till den nya kommunen Tschiertschen-Praden.
Praden började bebyggas runt år 1300 av walsertyskar från Langwies längre upp i dalen. Langwies och Praden, som ligger geografiskt åtskilda, bildade tillsammans tingslaget Langwies, vilket upphörde 1851 med den nya kretsindelningen. Då Langwies lades till kretsen Schanfigg, medan Praden hamnade i kretsen Churwalden.
I kyrkligt avseende hörde Praden ursprungligen till Castiel på andra sidan floden, men när Tschiertschen fick egen kyrka 1405, sökte man sig dit istället. Runt 1630 drabbades bygden av en pestepidemi, och nekades att begrava sina döda i Tschiertschen, som istället gav pengar till pradenborna för att ordna med begravningarna på annat håll. Dessa pengar användes då till att ställa i ordning egen kyrka (färdig 1642) och kyrkogård. Den sentida katolska minoriteten i Praden söker kyrka i kantonshuvudstaden Chur, en knapp mil nordvästerut.